# Kanton La Bastide-de-Sérou
Kanton La Bastide-de-Sérou (francouzsky Canton de La Bastide-de-Sérou) je francouzský kanton v departementu Ariège v regionu Midi-Pyrénées. Tvoří ho 13 obcí.

## Obce kantonu
- Aigues-Juntes
- Allières
- Alzen
- La Bastide-de-Sérou
- Cadarcet
- Durban-sur-Arize
- Larbont
- Montagagne
- Montels
- Montseron
- Nescus
- Sentenac-de-Sérou
- Suzan